# 駱成驤

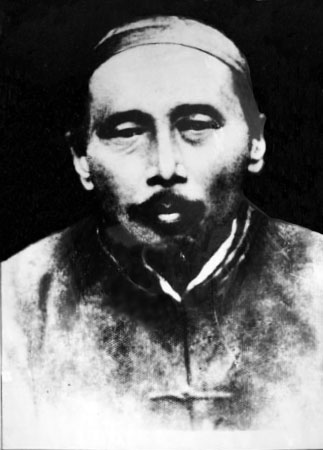

駱成驤（1865年—1926年），字公骕，四川资州（今四川资中）舒家桥人，清朝官员、学者，也是清朝唯一的四川省籍状元。

## 生平

### 清朝官员

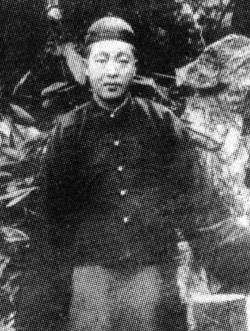

駱成驤生于清朝同治四年（1865年）。17岁时中秀才。两年后，以岁试第一名的成绩考入成都尊经书院。光绪十九年（1893年）中举人。光绪二十一年（1895年）乙未科会试得中后参加殿试，在殿试策中提出了整军练军、惩治贪官、励行节俭、兴修水利等四项自强之计，并且文中有“主忧臣辱，主辱臣死”等语，遂为光绪帝赏识，自第十拔置第一，获钦点状元。授翰林院修撰。

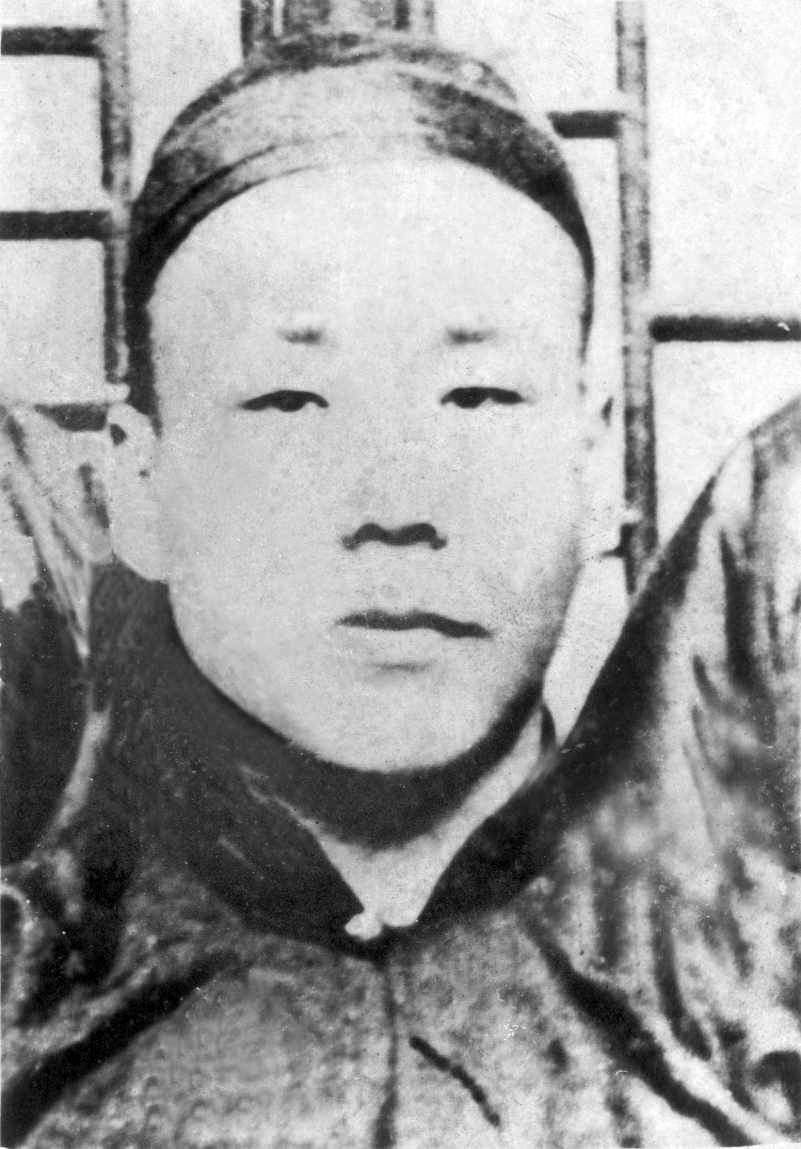

光绪二十四年（1898年）春，駱成驤充会试同考官。同年夏，任京师大学堂首席提调。光绪二十四年（1898年），與同乡杨锐等京员在北京共创蜀学堂讲习新学，支持维新变法。光绪二十六年（1900年），任贵州乡试主考官。光绪二十九年（1903年），任广西乡试主考官。光绪三十二年（1906年），官费派往日本入速成科合班学习，并考察宪政。在日本留学期间，他与留学诸友译十六国宪法条文，汇成《十六国宪法议院法渊鉴》呈清廷。
光绪三十四年（1908年）归国后，駱成驤受广西巡抚聘任，主持桂林法政学堂，人称广西“三贤”之一。宣统二年（1910年），出督山西学政。宣统三年（1911年），学政改为提学使，骆成骧留任。辛亥革命爆发，山西省各界联名吁请清帝逊位，骆成骧列名其中。隆裕太后阅读了他们的请愿书后说：“爱国状元亦出名，势不可挽。”爱国状元即指駱成驤。后来高树就此赋诗云，“状头拔取君恩重，禅表书名隆裕惊”。

### 文武双全

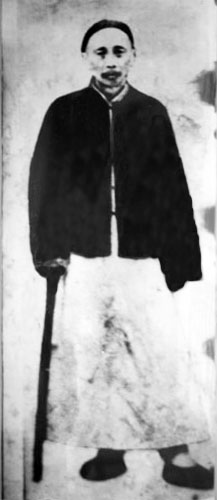

1912年2月，駱成驤返回四川，任四川临时省议会议长，主持成都国学院事。后来任国史馆纂修。他曾将刺杀袁世凯的烈士杨禹昌的血衣和书籍带回资中，并撰写了碑文《杨烈士节略》。1912年至1916年，駱成驤任四川高等学校（四川大学的前身）校长。后来他辞去了省议会议长、四川筹赈局督办等职务，一心办教育。1915年底，袁世凯称帝，他拒绝担任川滇黔三省筹安会会长。1916年，駱成驤代四川巡按使陈宧拟讨袁世凯通电三则，对袁世凯打击甚重。
1922年，駱成驤为筹办四川大学而奔走，建议在四川高等学校的基础上改立四川大学。后来他任四川大学筹备处处长。同时他还任教于四川法政学堂、成都高等师范学校，并在成都筹建成都资属中学。1923年，他任四川国学专门学校校长，并筹办成都大学，力荐张澜任校长。
1925年，駱成驤从各方筹集资金，在成都少城公园（今成都人民公园）半边桥旁修建了四川省武士馆，成立了四川武士总会，駱成驤任会长，刘崇俊任副会长。后来他还曾把自己撰写碑文得到的酬金全部捐给武士会。1925年，他还创立了射德会，以促进中国传统射箭，并任该会首任会长。此后在駱成驤去世后，1928年在成都成立了四川射德总会，四川军事将领邓锡侯、刘文辉、田颂尧、刘湘、孙震等人都曾任射德会会长或副会长。
民国十五年（1926年）夏，他在成都文庙西街的住所病逝。享年61岁。其灵柩归葬家乡，今骆成骧墓为资中县文物保护单位。

## 著述
駱成驤工书，有诗文集《清漪楼遗稿》存世。此外，他的著作除了《十六国宪法议院法渊鉴》之外，还有《国文中坚集》、《左传五十凡例》两部书稿等等。

## 詩作
- 書生

年年逐帥錦官城，得失公然問老兵。

竭盡銅山填甲卒，虛回炮火嚇書生。

重來半段槍猶在，一笑三軍鼓不鳴。

私鬥怯時公戰勇，誰知此意鐵錚錚。

- 屈原廟

女嬃砧畔訪巫陽，屈廟空山江水長。

變體詞章傳弟子，傷心草木怨君王。

三千里外客垂淚，十二峰頭猿斷腸。

哀郢懷沙人不見，閑吟橘頌惜芬芳。

- 四川高等學堂校歌

岷山峨峨開天府，江水泱泱流今古。

聚精會神生大禹，近揆文教遠奮武。

桓桓熊羆起西土，鏘鏘文教適東魯。

祭神人，歌且舞，領袖群英吾與汝。

## 家庭
- 駱鳳嶙[1]，長子。中國著名水利專家，於留學德國之時，恰遇第一次世界大戰。1914年（甲寅）的一天，駱成驤收到長子的信，感慨萬端，揮毫寫下兩首詩：「夢斷吾衰也，行留汝壯哉。龍泉肝膽盡，駟隙鬢毛催。」「天地貪新局，文章誤異才。學書兼學劍，不就莫歸來。」

## 評價
- 曾訓騏：「駱成驤在乙未年(1895年)的會試策論第一題《主忠信》中，這樣說過：『以百人為一心，則天下無不可成之事。……以百年為一日，則天下無不可競之功。』時代的大幕總有緩緩落下的時候，人生的歲月總有黃葉飄飛的秋天。駱狀元的背影已漸行漸遠，但駱狀元留下的著作，等待我們去研究；駱狀元巨大的文化價值，需要我們去大力繼承、弘揚。」[4]